# Ensenada

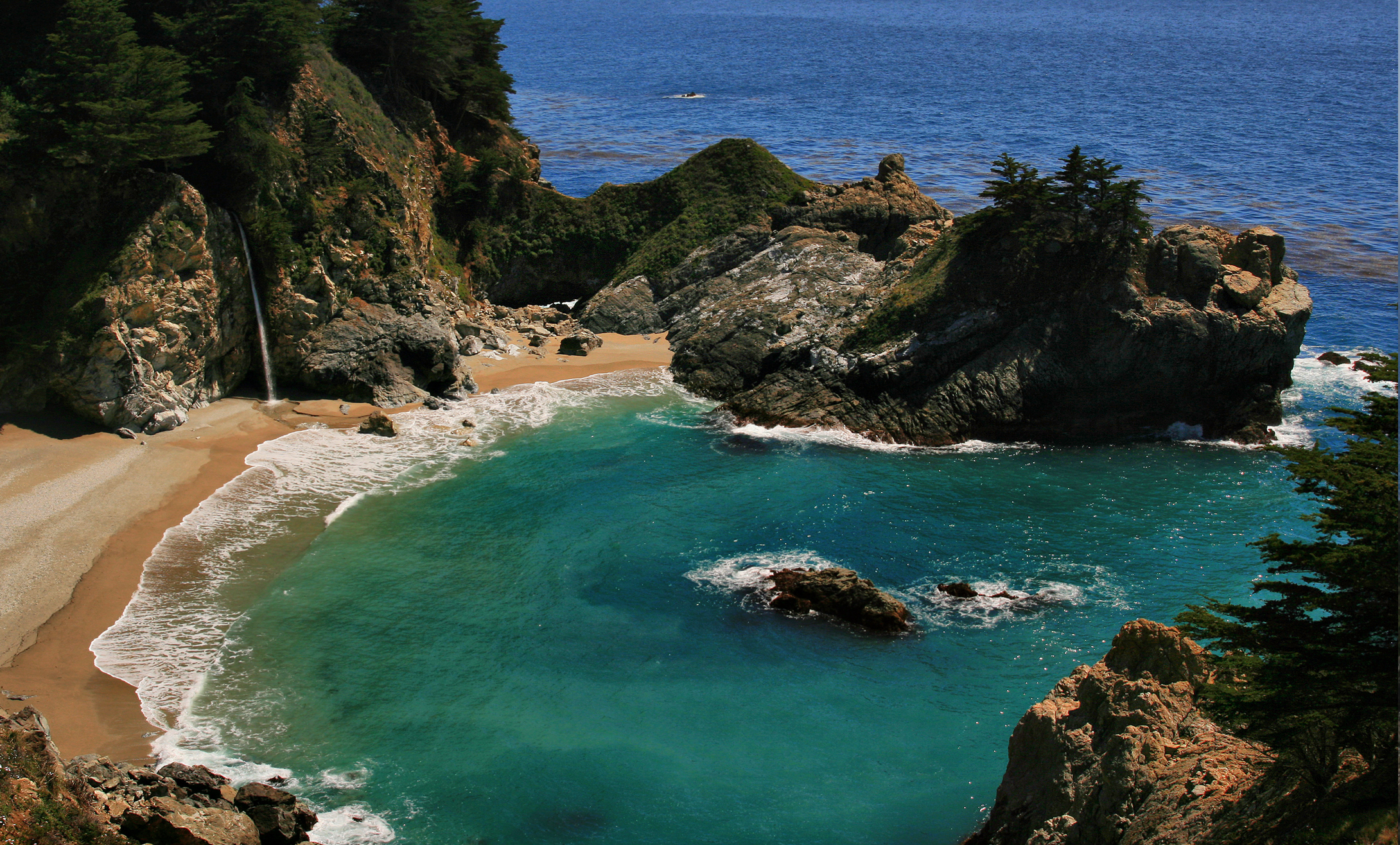
Ensenada de McWay, California, Estados Unidos

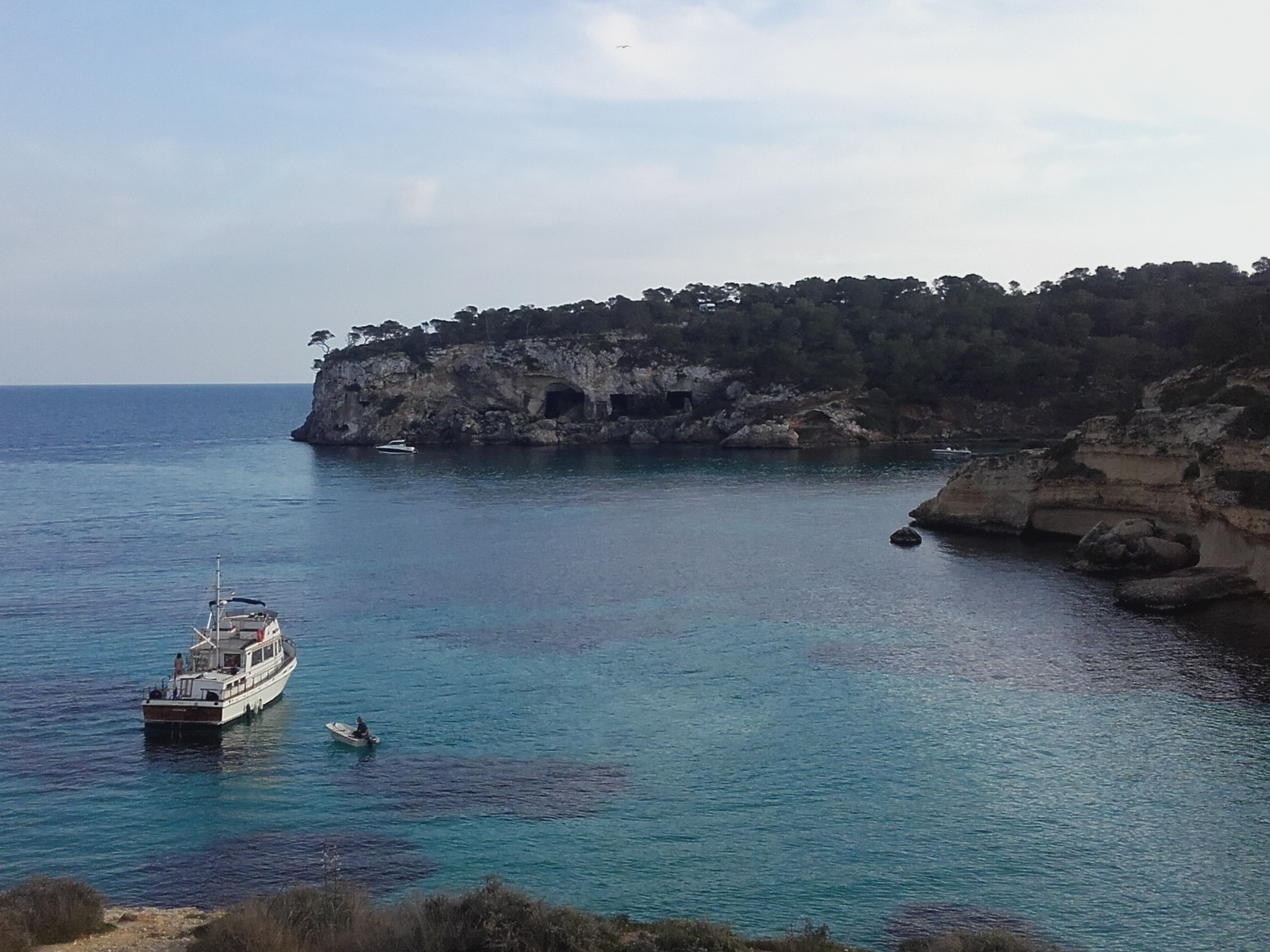
Cala de Portals Vells, de donde se cree que se extrajeron algunas de las piedras para construir la Catedral de Santa María, en Mallorca, la mayor de las islas Baleares, España. En el acantilado pueden verse las "cuevas" (aunque realmente es una con tres entradas intercomunicadas). Su longitud es de aproximadamente unos 80 metros de largo por unos 60 de ancho.

Una ensenada, o cala, es un accidente geográfico costero. Las ciencias de la Tierra generalmente utilizan este término para describir una entrada de agua circular o redondeada con una boca estrecha. Aunque coloquialmente el término se usa para referirse a cualquier bahía abrigada, los geógrafos entienden que la ensenada es una entrada de agua de menor dimensión que una bahía. Si una ensenada es una pequeña bahía, a una ensenada particularmente pequeña se la llama cala. Las calas son bahías con forma de concha y pequeñas (de tamaño abarcable). 

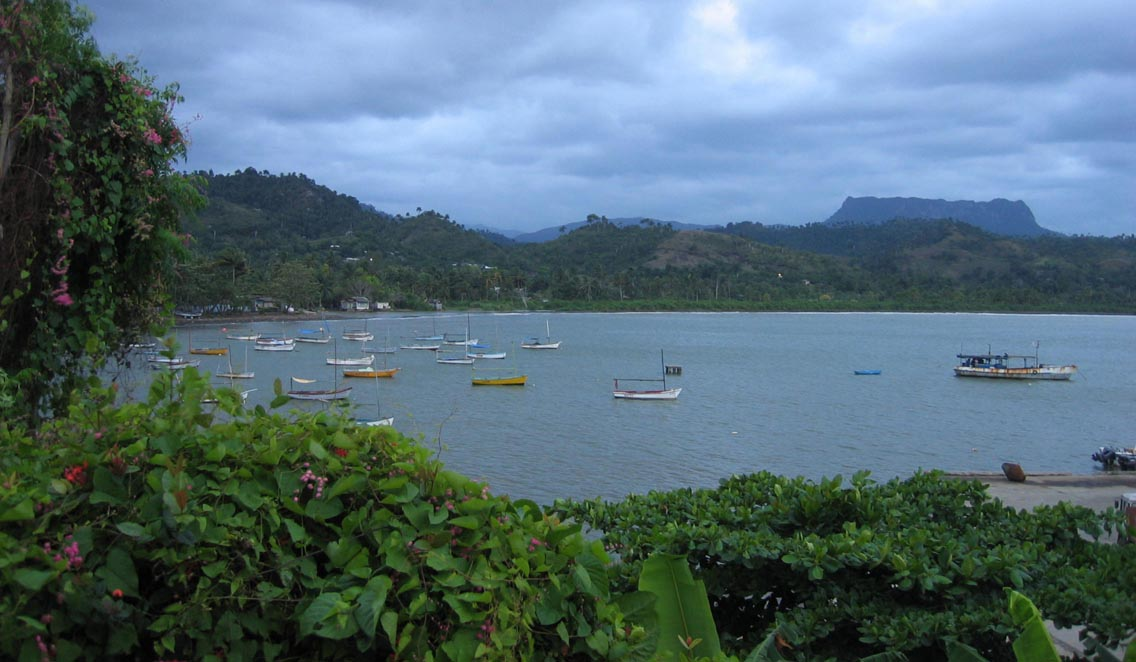
Bahía de Baracoa, Cuba

Las ensenadas se forman sobre costas concordantes, en donde franjas de rocas de diferente resistencia corren paralelas a la costa. Típicamente, se formará este tipo de accidente geográfico cuando una franja angosta de roca relativamente resistente, como la piedra caliza o la roca ígnea, constituya la línea costera, mientras que otra franja de roca más débil, como arcilla o arena, se encuentre detrás. Una tercera franja, de roca resistente, determinará el final de la ensenada. La acción de las olas sobre puntos débiles, como junturas o rajaduras, en las franjas que forman el acantilado termina por atravesar la roca resistente, y deja expuesta la roca débil. La franja intermedia es rápidamente erosionada por la marea y la meteorización. La difracción de las olas ocurre donde las olas viajan a través de entradas angostas y luego se dispersan en el interior de la ensenada. Así, la erosión es igual en todos los puntos internos del contorno de este cuerpo de agua, dando lugar a la forma circular o redondeada característica. 
La ensenada de Lulworth en la Costa Jurásica de Dorset, Inglaterra, es un ejemplo claro del proceso de formación de una ensenada: al oeste de esta ensenada se aprecia una segunda (la Stair Hole), todavía en desarrollo.